# NGC 5473
NGC 5473 é uma galáxia elíptica (E/SB0) localizada na direcção da constelação de Ursa Major. Possui uma declinação de +54° 53' 36" e uma ascensão recta de 14 horas, 04 minutos e 43,5 segundos.
A galáxia NGC 5473 foi descoberta em 14 de Abril de 1789 por William Herschel.